# Arthur C. Clarke
Pour les articles homonymes, voir Clarke.
Arthur Charles Clarke [ˈɑːθə(ɹ) t͡ʃɑːlz klɑː(ɹ)k], généralement appelé Arthur C. Clarke, est un écrivain de science-fiction, écrivain scientifique, futurologue, présentateur de télévision, explorateur sous-marin et inventeur britannique, né le 16 décembre 1917 à Minehead dans le Somerset et mort le 19 mars 2008 à Colombo au Sri Lanka. Il a aussi utilisé des pseudonymes comme Charles Willis et E. G. O'Brien.
Il fait partie, avec Isaac Asimov et Robert A. Heinlein, des « Trois Grands » (Big Three) auteurs de science-fiction de langue anglaise,,. Dans certains de ses romans, il a anticipé l'Internet et l'intelligence artificielle générale (avec notamment dans 2001 : l'Odyssée de l'espace, l'IA ordinateur de bord HAL 9000, capable de comprendre le langage naturel, d'interpréter les émotions, de raisonner, d'apprendre et de concevoir) ; et dans une interview en 1976, il a prédit pour l'an 2000 à la fois  l'arrivée du World Wide Web et celle du téléphone portable. Il a envisagé notre utilisation actuelle des ordinateurs, avec Internet et surtout le Web (le réseau d'informations utilisé) et il pensait que les progrès croisés des télécommunications et de l'informatique allaient aider l'humanité à développer une conscience et une culture planétaires,.

## Biographie

### Jeunesse et débuts
Arthur Charles Clarke naît le 16 décembre 1917 à Minehead dans le Somerset, en Angleterre.
Durant la Seconde Guerre mondiale, il sert dans la Royal Air Force en tant que spécialiste radar avant d'obtenir un diplôme à l'université de Londres. Durant cette période, il participe à l'élaboration du système d'alerte radar, qui a fortement contribué au succès de la RAF pendant la bataille d'Angleterre.
Il commence à vendre des histoires de science-fiction depuis son passage dans la RAF, mais travaille brièvement comme rédacteur adjoint dans la revue Science Abstracts avant de se consacrer à l'écriture à plein temps à partir de 1951.
Au début des années 1950 il découvre la plongée autonome pour laquelle il s'enthousiasme. Lors d'un voyage en Australie pour une expédition de plongée il passe par l'île de Ceylan (Sri Lanka actuellement) et se promet d'y revenir. Ce sera fait en janvier 1956. Séduit par l'île il s'y installe.
En février 1962 il heurte de la tête le linteau d'une porte. Le choc l'assomme mais il récupère et rentre chez lui. Dans la nuit il tombe malade. Un médecin alerté tardivement le fait entrer à l'hôpital où il délire plusieurs jours. Il se réveille sans forces, ne parvenant à respirer qu'avec peine. Il quitte l'hôpital au bout de six semaines avec l'espoir de remarcher un jour, mais son bras gauche restera handicapé. Les médecins attribuent ces maux à un traumatisme inhabituel de la moelle épiniere. Lors d'un voyage en Angleterre les médecins anglais diagnostiquent plutôt une attaque de poliomyélite.

### Carrière
Arthur C. Clarke accède à la célébrité grâce à son livre 2001 : l'Odyssée de l'espace. Le 22 avril 1964, il rencontre en effet le réalisateur Stanley Kubrick au restaurant Trader Vic's du Plaza Hotel de New York. C'est à partir de cette rencontre que les deux hommes décident de travailler ensemble sur le projet. Le film est fondé sur la nouvelle La Sentinelle que Clarke a transformée en roman à l'époque où Kubrick en tirait un film. Les deux versions diffèrent légèrement l'une de l'autre.
Son œuvre comporte de nombreux autres livres, en particulier la série des Rama et les suites à 2001, et un grand nombre de nouvelles.
Sa contribution scientifique la plus importante est sa définition, après d'autres, du concept de satellite artificiel géostationnaire utilisé pour les télécommunications, qu'il proposa dans un article de Wireless World en 1945, et plus tard pour l'utilisation de plates-formes satellites pour relayer les signaux de télévision et l'observation de la Terre. Il est également l'auteur des trois lois de Clarke.
Retiré depuis 1956 au Sri Lanka, il y a passé le restant de sa vie.
Il a été anobli par la reine Élisabeth II en 1998.
L'installation de plongée sous-marine qu'il possédait a été détruite par le tremblement de terre du 26 décembre 2004.

### Engagements
Arthur C. Clarke a été président de la British Interplanetary Society, une société interplanétaire britannique et membre de l'Underwater Explorers Club, un club d'explorateurs sous-marins.

### Fin de vie

Arthur C. Clarke en 2005 dans sa maison au Sri Lanka.

Le 10 septembre 2007, alors qu'il ne peut plus se déplacer autrement qu'en fauteuil roulant à cause des séquelles d'une poliomyélite, Arthur C. Clarke envoie depuis le Sri Lanka un message de félicitations pour le survol par la sonde Cassini du satellite de Saturne, Japet. Cet évènement représente pour lui une référence à son roman 2001 : l'Odyssée de l'espace.
Il meurt à l'hôpital Apollo de Colombo le 19 mars 2008 à 1 h 30 du matin (heure du Sri Lanka - UTC+5:30) d'une attaque cardio-respiratoire, selon une déclaration de son secrétaire particulier Rohan de Silva.

## Œuvres

### Cycles

#### La Trilogie de l'espace
1. Les Sables de Mars, Marabout Science-Fiction no 630, 1977 ((en) Sands of Mars, 1951)
2. Îles de l'espace ((en) Islands in the Sky, 1952)
3. Lumière cendrée ((en) Earthlight, 1955)

#### L'Odyssée de l'espace
1. 2001 : l'Odyssée de l'espace ((en) 2001 : A Space Odyssey, 1968)
2. 2010 : Odyssée deux ((en) 2010 : Odyssey Two, 1982)également connu sous le nom de 2010 : L'Année du premier contact (1984) en raison du film qui en a été tiré
3. 2061 : Odyssée trois ((en) 2061 : Odyssey Three, 1988)
4. 3001 : l'Odyssée finale ((en) 3001 : The Final Odyssey, 1997)

#### Rama
1. Rendez-vous avec Rama ((en) Rendez-vous with Rama, 1973)Prix Nebula du meilleur roman et prix British Science Fiction du meilleur roman 1973, prix John-Wood-Campbell Memorial 1974 et prix Locus du meilleur roman 1974
2. Rama II ((en) Rama II, 1989)Écrit avec Gentry Lee.
3. Les Jardins de Rama ((en) The Garden of Rama, 1991)Écrit avec Gentry Lee.
4. Rama révélé ((en) Rama Revealed, 1993)Écrit avec Gentry Lee.

#### Base Vénus
1. Point de rupture ((en) Breaking Strain, 1987)Écrit avec Paul Preuss.
2. Maelström, J'ai lu no 2679,, 1990 ((en) Maelström, 1988)Écrit avec Paul Preuss.
3. Cache-cache, J'ai lu no 3006,, 1991 ((en) Hide & Seek, 1989)Écrit avec Paul Preuss.
4. Méduse, J'ai lu no 3224,, 1992 ((en) The Medusa Encounter, 1990)Écrit avec Paul Preuss.
5. La Lune de diamant, J'ai lu no 3350,, 1992 ((en) The Diamond Moon, 1990)Écrit avec Paul Preuss.
6. Les lumineux, J'ai lu no 3379,, 1993 ((en) The Shining Ones, 1991)Écrit avec Paul Preuss.

#### L'Odyssée du temps
Cette série est coécrite avec Stephen Baxter.
1. L'Œil du temps, Bragelonne, 2010 ((en) Time's Eye, 2003)
2. Tempête solaire, Bragelonne, 2011 ((en) Sunstorm, 2005)
3. Les Premiers-Nés, Bragelonne, 2012 ((en) Firstborn, 2007)

### Romans indépendants
- Prélude à l'espace, Fleuve noir coll. Anticipation no 133 ((en) Prelude to Space, 1951)
- Les Enfants d'Icare, J'ai lu no 799,, 1977 ((en) Childhood's End, 1953)
- Les Prairies bleues ((en) The Deep Range, 1954)
- La Cité et les Astres ((en) The City and the Stars, 1956)
- Les Gouffres de la Lune (S.O.S. Lune, tome I), 1962 ((en) A Fall of Moondust, 1961), trad. B. R. Bruss, Éditions Fleuve Noir 1962, coll. Anticipation no 206
- Naufragés de la Lune (S.O.S. Lune, tome II), 1962 ((en) A Fall of Moondust, 1961), trad. B. R. Bruss, Éditions Fleuve Noir 1962, coll. Anticipation no 207
- L'Île des dauphins ((en) Dolphin Island, 1963)
- (en) Premiers sur la Lune, 1970auteur de l'épilogue
- Terre, planète impériale, J'ai lu no 904,, 1978 ((en) Imperial Earth, 1975)
- Les Fontaines du paradis, J'ai lu no 1304  (ISBN 2-277-21304-7), 1982 ((en) The Fountains of Paradise, 1978), trad. Georges H. GalletPrix Hugo et Prix Nebula du meilleur roman (1980)
- Chants de la Terre lointaine, J'ai lu no 2262, 1987 ((en) The Songs of Distant Earth, 1986)a inspiré l'album The Songs of Distant Earth de Mike Oldfield
- La Terre est un berceau ((en) Cradle, 1987)Écrit avec Gentry Lee.
- Le Fantôme venu des profondeurs ((en) The Ghost from the Grand Banks, 1990)
- Le Marteau de Dieu ((en) The Hammer of God, 1993)
- 10 sur l'échelle de Richter ((en) Richter 10, 1996)Écrit avec Mike McQuay.
- Le feu aux poudres, tome 1 : La Détente, tome 2 : L'Enrayeur

Editions du Rocher ((en) The Trigger, 1999)
- Lumière des jours enfuis ((en) The Light of Other Days, 2000)Écrit avec Stephen Baxter.
- (en) The Web Between The Worlds, 2001Écrit avec Charles Sheffield.
- (en) The Last Theorem, 2008Écrit avec Frederik Pohl.

### Nouvelles
La plupart de ses nouvelles ont été réunies :
Odyssées - L'Intégrale des nouvelles, Bragelonne, 2013 ((en) The Collected Stories of Arthur C. Clarke, 2001)  (ISBN 978-2-35294-684-7)

#### Recueil de nouvelles
- L'Étoile, J'ai lu no 966  (ISBN 2-277-11966-0), 1979 ((en) The other side of the sky, 1958), trad. Iawa Tate
  - Le Réfugié (Refugee)
  - De l'autre côté du ciel (The Other Side of the Sky)
  - Par mesure de sécurité (Security Check)
  - Objectif Lune (Venture to the Moon)
  - Campagne publicitaire (Publicity Campagn)
  - Toute la vie devant soi (All the Time in the World)
  - Casanova cosmique (Cosmic Casanova)
  - Les Sons de la Terre lointaine (The Songs of Distant Earth)
  - L'orchidée récalcitrante (The Reluctant Orchid)
  - À l'aube de l'histoire (Encounter at Dawn)
  - « Si jamais je t'oublie, ô Terre » (« If I Forget Thee, Oh Earth… »)
  - Brevet en souffrance (Patent Pending)
  - Le Visiteur (Transience)
  - L'Étoile (The Star)
- Demain, moisson d'étoiles, Denoël, coll. Présence du futur no 36, 1960 ((en) Reach for tomorrow, 1956), trad. Adrien Veillon  (ISBN 2-207-25049-0)
  - Expédition de secours (Rescue Party)
  - Une marche dans la nuit (A Walk in the Dark)
  - L'Ennemi oublié (The Forgotten Enemy)
  - Erreur technique (Technical Error)
  - Le Parasite (The Parasite)
  - Les Feux intérieurs (The Fires Within)
  - Le Réveil (The Awakening)
  - L'indigène est rétif (Trouble with the Natives)
  - La Malédiction (The Curse ou Nightfall)
  - Le Vecteur temporel (Time's Arrow)
  - Jupiter cinq (Jupiter Cive)
  - Les Possédés (The Posseded)
- Avant l'Éden, J'ai lu no 830  (ISBN 2-277-11830-3), 1978 ((en) The Nine Billion Names of God, 1967), trad. Iawa Tate
  - Les Neuf Milliards de noms de Dieu (The Nine Billion Names of God)
  - Je me souviens de Babylone
  - Question de temps (Crime on Mars)
  - Expédition de secours (Rescue party)
  - La Malédiction (The Curse ou Nightfall)
  - Un été sur Icare
  - Le Chien de la lune (Dog Star)
  - Il court, il court… (Hide and Seek)
  - Hors du Soleil
  - Le Mur des ténèbres (The Wall of Darkness)
  - Pas de lendemain (No Morning After)
  - L'Éternel Retour (The Possessed)
  - La Mort et le Sénateur
  - Esprit, es-tu là ? (Who's There?)
  - Supériorité
  - Une marche dans la nuit
  - L'Appel des étoiles
  - La Sentinelle (The Sentinel)
- Le Vent venu du soleil, Presses Pocket, coll. « Presses Pocket Science-fiction » no 5164, 1983 ((en) The Wind from the Sun, 1972)
- Le Livre d'or de la science-fiction : Arthur C. Clarke, Presses Pocket, coll. « Presses Pocket Science-fiction » no 5118, 1981Réédité en 1992 par le même éditeur sous le titre Et la lumière tue
- Les Montagnes hallucinogènes, La Clef d'argent (ISBN 978-2-908254-62-4), 2008 ((en) At the Mountains of Murkiness, 1940), trad. Philippe Gindre

#### Autre nouvelle
- Dans la comète, 1962 ((en) Inside the Comet, 1960)

### Textes hors fiction
- L'Exploration de l'espace (Exploration of Space), trad. René Guillonnet, avec 18 dessins in-texte et 8 photographies hors-texte, éditions Denoël, 1953. Cet ouvrage fut utilisé par Wernher von Braun pour convaincre le président John F. Kennedy d'aller sur la Lune[18].
- Le 20 juillet 2019 (July 20, 2019), trad. Jacques Guiod, Calmann-Lévy, 1987, coll. Presses Pocket no 3149  (ISBN 2-2660-2275-X)
- Indépendamment de la fiction, Clarke a écrit deux autobiographies :
  - Ascent to Orbit est le titre de ce qu'il appelle son « autobiographie scientifique ».
  - Astounding Days est le nom qu'il a donné à son autobiographie de science-fiction.
- La plupart de ses essais (de 1934 à 1998) sont rassemblés dans le livre Greetings, Carbon-Based Bipeds! (2000). Ce livre et The Collected Stories of Arthur C. Clarke (2001) forment une bonne sélection des œuvres de Clarke, sélection intéressante même pour ceux qui connaissent déjà la plupart de ses livres.
- Le Trésor du grand récif (The Treasure of the Great Reef), 1967 Éditions Maritimes et d'Outremer : Arthur C. Clarke, qui pratiquait la plongée sous-marine, y raconte sa découverte d'une épave chargée d'argent et son exploitation archéologique.

## Distinctions

### Décorations et titres
- Commandeur de l'ordre de l'Empire britannique (CBE) en 1989[19]
- Anobli avec le titre de Chevalier en 2000[20].
- Membre d'honneur du Club de Budapest[21].

### Récompenses
- Prix Kalinga de l'Unesco.
- Prix Charles A. Lindbergh.

### Nominations
- Proposé pour le prix Nobel de la paix en 1994[22].
- Nommé aux Oscars de 1969 pour le scénario de 2001, l'Odyssée de l'espace.

### Hommages
- Un astéroïde, (4923) Clarke, a été baptisé en son honneur.
- Un dinosaure, Serendipaceratops arthurcclarkei, a été baptisé en son honneur.
- L'orbite géostationnaire est aussi nommée « orbite de Clarke » en son honneur[23]
- En 2014, trois brins de ses cheveux devaient être embarqués par la NASA dans un vaisseau à propulsion solaire baptisé Sunjammer, d'après le titre de l'une de ses nouvelles (Le Vent venu du soleil)[24].
- Le héros de la série de jeux vidéo Dead Space, Isaac Clarke, est nommé ainsi en référence à Isaac Asimov et Arthur C. Clarke.
- Dans le film Thor (2011) de Kenneth Branagh, le personnage de Jane Foster (interprété par Natalie Portman) évoque une citation de Arthur C. Clarke : « La magie n'est qu'une science qu'on n'a pas encore théorisée ».
- Neil Hannon rend hommage à Arthur C. Clarke et à sa série télévisée dans sa chanson Arthur C. Clarke's Mysterious World, issue de l'album Victory for the Comic Muse.
- Le personnage principal de la série Les 100, Clarke Griffin, a été nommé en son hommage.

#### Bases de données et dictionnaires
- Ressources relatives à la littérature :   - The Encyclopedia of Science Fiction
  - Internet Speculative Fiction Database
  - NooSFere
- Ressources relatives à l'audiovisuel :   - Allociné
  - American Film Institute
  - IMDb
- Ressources relatives à la musique :   - Discogs
  - MusicBrainz
  - Muziekweb
- Ressource relative au spectacle :   - Les Archives du spectacle
- Ressource relative aux beaux-arts :   - National Portrait Gallery
- Ressource relative à la bande dessinée :   - Comic Vine
- Ressource relative à la recherche :   - Scopus
- Notices dans des dictionnaires ou encyclopédies généralistes :   - Britannica
  - Brockhaus
  - Den Store Danske Encyklopædi
  - Deutsche Biographie
  - Enciclopedia De Agostini
  - Gran Enciclopèdia Catalana
  - Hrvatska Enciklopedija
  - Internetowa encyklopedia PWN
  - Nationalencyklopedin
  - Munzinger
  - Oxford Dictionary of National Biography
  - Proleksis enciklopedija
  - Store norske leksikon
  - Treccani
  - Universalis
  - Visuotinė lietuvių enciklopedija
- Notices d'autorité :   - VIAF
  - ISNI
  - BnF (données)
  - IdRef
  - LCCN
  - GND
  - Italie
  - Japon
  - CiNii
  - Espagne
  - Belgique
  - Pays-Bas
  - Pologne
  - Israël
  - NUKAT
  - Catalogne
  - Suède
  - Australie